# Apple Intelligence
Apple Intelligence je platforma umělé inteligence vyvinutá společností Apple. Platforma byla založená na kombinaci zpracování v samotném zařízení a v cloudu umělé inteligence, kde jsou v datovém centru nasazeny velké modely umělé inteligence, byla oznámena 10. června 2024 na konferenci WWDC 2024 jako součást operačních systémů iOS 18, iPadOS 18 a macOS Sequoia, které byly oznámeny společně s Apple Intelligence. Apple Intelligence zahrnuje integraci s ChatGPT a bude zdarma pro všechny uživatele s podporovanými zařízeními. Vývojářská beta verze byla spuštěna na konci říjnu v roce 2024 a plná verze se spustí v roce 2025. 11. prosince 2024 získaly podporu lokalizované verze angličtiny: Spojené království, Austrálie, Kanada, Nový Zéland a Jihoafrická republika, zatímco jazyky jako: čínština, francouzština, němčina, italština, japonština, korejština, portugalština, španělština a vietnamština budou přidány v průběhu roku 2025. V dubnu 2025 se má Apple Intelligence začít zavádět v Česku.

## Funkce a možnosti

### Writing Tools
Představuje pomůcky pro psaní včetně přepisování a korektur. Tyto funkce pomáhají vylepšit psaní uživatelů, aby bylo přívětivější, stručnější nebo profesionálnější. Lze ji také použít k vytváření shrnutí, odrážek, tabulek a seznamů z článku nebo textu.

### Image Playground
Umožňuje generování obrázků v zařízení pomocí aplikace Image Playground pomocí frází a popisů. Obrázky mají přizpůsobitelné styly. V aplikaci Poznámky na iPadu mají uživatelé navíc přístup k funkci Image Playground prostřednictvím nástroje Image Wand v paletě Apple Pencil, který také umožňuje uživatelům proměnit hrubé ručně kreslené náčrty v obrázky.

### Genmoji
Uživatelé mohou psaním popisů vytvářet originální "Genmoji" obrázky. Uživatelé mohou vybírat osoby na fotografiích a vytvářet Genmoji obrázky, které se jim podobají. Podobně jako emodži lze Genmoji přidávat do textových zpráv, lze je sdílet ve Zprávách a používat jich jako samolepky.

### Siri
Virtuální asistent Siri od Apple byl aktualizován a díky technologii Apple Intelligence má rozšířené možnosti. Nejnovější iterace obsahuje aktualizované uživatelské rozhraní, vylepšené zpracování přirozeného jazyka a možnost komunikovat prostřednictvím textu dvojitým poklepáním na domovskou lištu bez povolení funkce v nabídce zpřístupnění nebo dvojitým poklepáním na příkazovou klávesu v operačním systému macOS. V pozdější aktualizaci Apple Intelligence přidá možnost, aby Siri při odpovídání na dotazy využívala osobní kontext z činností zařízení.

### Mail
Apple Intelligence přidává do aplikace Mail funkci Prioritní zprávy, která zobrazuje naléhavé e-maily, jako jsou pozvánky na stejný den nebo palubní vstupenky, se shrnutím e-mailu generovaným umělou inteligencí. Aplikace Mail také získává možnost kategorizovat příchozí poštu do kategorií Primární, Transakce, Aktualizace a Akce podle toho, co e-mail obsahuje, což se podle Applu děje přímo v zařízení.

### Fotky
Aplikace Fotky obsahuje funkci pro vytváření vlastních paměťových filmů a rozšířené možnosti vyhledávání. Uživatelé mohou popsat příběh a Apple Intelligence vybere odpovídající fotografie, videa a hudbu. Uživatelé mohou také odstranit rušivé prvky na snímcích pomocí nástroje vyčištění v aplikaci Fotky. Apple Intelligence identifikuje objekty na pozadí a odstraní je klepnutím, štětcem nebo kroužkem. Na základě identifikovaných témat je uspořádá do filmu s dějovým obloukem. Kromě toho mohou uživatelé vyhledávat konkrétní fotografie nebo videa podle popisu a/nebo klíčových slov a Apple Intelligence dokáže určit konkrétní okamžiky ve videoklipech.

### Oznámení
Pomocí funkce, oznámení dokáže Apple Intelligence shrnout oznámení z aplikací pro zasílání zpráv a skupin oznámení z aplikací, takže uživatelé nemusí zkoumat velké množství oznámení.Nový režim zaměření snížit počet přerušení umlčí oznámení, která jsou považována za nedůležitá, a nechá projít důležitá oznámení.

### Vizuální Inteligence
Na iPhone 16 a 16 Pro nebo novějším mohou uživatelé podržet akční tlačítko a vyfotit položku, kterou pak odešlou na ChatGPT nebo vyhledají pomocí Google. Pořízený obrázek se v zařízení neukládá a Apple tvrdí, že ani nezískává. To má lidem umožnit, aby se o předmětech dozvěděli více informací rychleji.

## Integrace s ChatGPT
Díky partnerství s OpenAI zahrnuje Apple Intelligence také systémovou integraci s ChatGPT, která Siri umožňuje určit, kdy má ChatGPT odeslat určité složité požadavky uživatele. Tuto integraci celého systému zajišťuje GPT-4. Integrace s ChatGPT je ve výchozím nastavení opt-in, přičemž uživatelé jsou před odesláním jakýchkoli dat nebo fotografií na servery ChatGPT vyzváni a IP adresy jsou při odesílání požadavků na servery OpenAI zakryty. Používání funkcí ChatGPT je pro všechny uživatele zdarma, aniž by se museli přihlásit, nicméně až do přepnutí na méně výkonný GPT získají pouze omezený počet požadavků GPT-4. Placení předplatitelé se mohou přihlásit, aby získali přístup k placeným funkcím celého systému včetně většího počtu požadavků využívajících GPT-4. Apple plánuje v budoucnu do systému integrovat i další modely, jako je například Gemini od Google.

## Vývoj
Apple poprvé implementovala funkce umělé inteligence do svých produktů v roce 2011, kdy vydala Siri v iPhone 4S.V letech po jejím vydání se Apple snažil zajistit, aby jeho operace v oblasti umělé inteligence zůstaly utajeny podle profesora Kalifornské univerzity v Berkeley Trevora Darrella společnost svým utajováním odrazovala studenty vysokých škol. V roce 2015 začala společnost rozšiřovat svůj tým umělé inteligence, otevřela své operace tím, že publikovala více vědeckých článků a připojila se k průmyslovým výzkumným skupinám zabývajícím se umělou inteligencí. V letech 2016 až 2020 Apple údajně získal další společnosti zabývající se umělou inteligencí. V roce 2017 Apple vydal iPhone 8 a iPhone X s procesorem A11 Bionic, který obsahoval první specializovaný procesor neuronový engine pro urychlení běžných úloh strojového učení. Navzdory investicím do umělé inteligence byla Siri kritizována recenzenty i interně ve společnosti Apple za zaostávání za jinými asistenty s umělou inteligencí.
Rychlý vývoj generativní umělé inteligence a vydání chat na konci roku 2022 údajně zaslepily vedení společnosti Apple a přinutily ji přeorientovat své úsilí na AI. V televizním pořadu Good Morning America generální ředitel společnosti Apple, Tim Cook prohlásil, že generativní AI je velkým příslibem, ale má i některá potenciální nebezpečí, a že se na ChatGPT pozorně dívá. V červenci 2023 bylo poprvé oznámeno, že společnost Apple vytváří vlastní interní model velkého jazyka s kódovým označením Ajax . V říjnu 2023 se společnost Apple údajně chystala do roku 2024 uvolnit funkce generativní umělé inteligence do svých operačních systémů, včetně výrazně přepracované Siri. V hovoru k výsledkům hospodaření v únoru 2024 Tím Cook uvedl, že společnost věnuje obrovské množství času a úsilí funkcím AI, které budou sdíleny později v tomto roce.

## Podporovaná zařízení
Všechny počítače Mac a iPady s křemíkovým čipem Apple řady M budou podporovat Apple Intelligence po vydání macOS 15.1 a iPadOS 18.1. iPhony a iPady s čipem A17 Pro nebo novějším a čipem A18 nebo novějším budou podporovány také po vydání iOS 18.1. Analytik Ming-Chi Kuo spekuluje, že požadavky na paměť RAM modelu v zařízení brání tomu, aby Apple Intelligence fungovala na starších modelech iPhonů, a Apple tvrdí, že méně výkonný neuronový engine starších čipů, který se používá pro úlohy umělé inteligence, není pro funkce Apple Intelligence dostatečně výkonný.

### Počítače Mac
- MacBook Air (M1, 2020) nebo novější
- MacBook Pro (M1, 2020) nebo novější
- Mac Mini (M1, 2020) nebo novější
- Mac Pro (M2, Ultra 2023)
- Mac Studio (M1/M2 Max/Ultra, 2022) nebo novější
- iMac (M1, 2021) nebo novější

### iPady
- iPad Pro (M1, 5. generace, 2021) nebo novější
- iPad Air (M1, 5. generace, 2022) nebo novější
- iPad mini (A17 Pro, 7. generace, 2024) nebo novější

### iPhony
- iPhone 15 Pro a iPhone 15 Pro Max nebo novější
- iPhone 16 a iPhone 16 Plus nebo novější